# Tourville-sur-Sienne
Tourville-sur-Sienne is een gemeente in het Franse departement Manche (regio Normandië) en telt 646 inwoners (2004). De plaats maakt deel uit van het arrondissement Coutances.

## Geografie
De oppervlakte van Tourville-sur-Sienne bedraagt 7,5 km², de bevolkingsdichtheid is 86,1 inwoners per km².
De onderstaande kaart toont de ligging van Tourville-sur-Sienne met de belangrijkste infrastructuur en aangrenzende gemeenten.

## Demografie
Onderstaande figuur toont het verloop van het inwonertal (bron: INSEE-tellingen).

1. ↑  Populations de référence 2022.